# Lhotka (district de Přerov)
Pour les articles homonymes, voir Lhotka.
Lhotka (en allemand : Elhotten) est une commune du district de Přerov, dans la région d'Olomouc, en République tchèque. Sa population s'élevait à 63 habitants en 2020.

## Géographie
Lhotka se trouve à 6 km au nord-ouest de Přerov, à 15,5 km au sud-est d'Olomouc et à 224 km à l'est-sud-est de Prague.
La commune est limitée par Nelešovice au nord, par Přerov au nord, à l'est et au sud, et par Kokory à l'ouest.

## Histoire
La première mention écrite de la localité date de 1355.

## Transports
Lhotka se trouve à 7 km de Přerov, à 20 km d'Olomouc et à 281 km de Prague.